# Symphurus septemstriatus
Symphurus septemstriatus är en fiskart som först beskrevs av Alcock, 1891.  Symphurus septemstriatus ingår i släktet Symphurus och familjen Cynoglossidae. Inga underarter finns listade i Catalogue of Life.